# 퐁 셰이딩

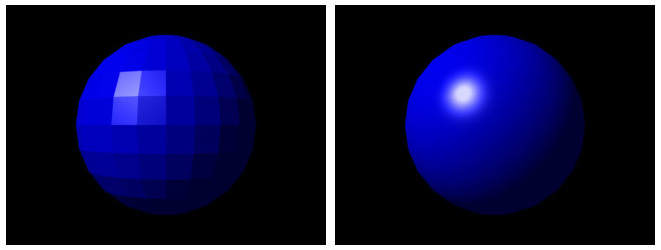
플랫 셰이딩(왼쪽)과 퐁 셰이딩(오른쪽)

퐁 셰이딩(Phong shading), 퐁 보간(Phong interpolation) 또는 법선 벡터 보간 셰이딩(normal-vector interpolation shading)은 3차원 컴퓨터 그래픽스에서 컴퓨터 그래픽의 선구자인 부이뜨엉퐁(Bui Tuong Phong)이 발명한 표면 셰이딩을 위한 보간 기술이다. 퐁 셰이딩은 래스터화된 다각형 전체에 표면 법선을 보간하고 보간된 법선과 반사 모델을 기반으로 픽셀 색상을 계산한다. 퐁 셰이딩은 퐁 보간과 퐁 반사 모델의 특정 조합을 나타낼 수도 있다.

## 역사
퐁 셰이딩과 퐁 반사 모델은 유타 대학의 부이뜨엉퐁이 개발했으며, 그는 1973년 박사 학위 논문과 1975년 논문을 발표했다.  퐁의 방법은 도입 당시에는 급진적인 것으로 간주되었지만 이후 많은 렌더링 응용 프로그램에서 사실상 기본 셰이딩 방법이 되었다. 퐁의 방법은 렌더링된 픽셀당 계산 시간을 일반적으로 효율적으로 사용하기 때문에 널리 사용되는 것으로 입증되었다.

## 같이 보기
- 셰이딩
- 구로 셰이딩